# Lucrezia Tornabuoniová
Lucrezia Tornabuoniová (italsky Lucrezia Tornabuoni, 22. června 1427 – 28. března 1482) byla florentská patricijka z rodu Tornabuoniů, spisovatelka a básnířka, od 3. června 1444 do ovdovění manželka Piera Medicejského, faktického vládce Florentské republiky. Byla významnou rádkyní svému manželovi a později i synovi Lorenzovi, který po Pierově předčasné smrti převzal vládu nad Florencií. S manželem měla osm dětí, z nichž dva synové a dcera zemřeli v dětství. Dospělosti se dožili Maria (zemřela před rokem 1473, žena Leonetta Rossiho), Bianca (1445-1488, manžel Guglielmo Pazzi), Lucrezia zvaná Nannina (1447–1493, manžel Bernardo Rucellai), zmíněný Lorenzo (1449–1492, manželka Clarice Orsiniová) a Julián (1453–1478, s milenkou Fiorettou Goriniovou měl pohrobka Julia, který vstoupil do dějin jako papež Klement VII.). Jako autorka se Lucrezia Tornabuoniová často věnovala náboženským tématům, psala prózu, poezii i divadelní hry.